# Pamponerus choremii
Pamponerus choremii is een vliegensoort uit de familie van de roofvliegen (Asilidae). De wetenschappelijke naam van de soort is voor het eerst geldig gepubliceerd in 2007 door Smart & Taylor & Hull.